# جسيم باتشيني

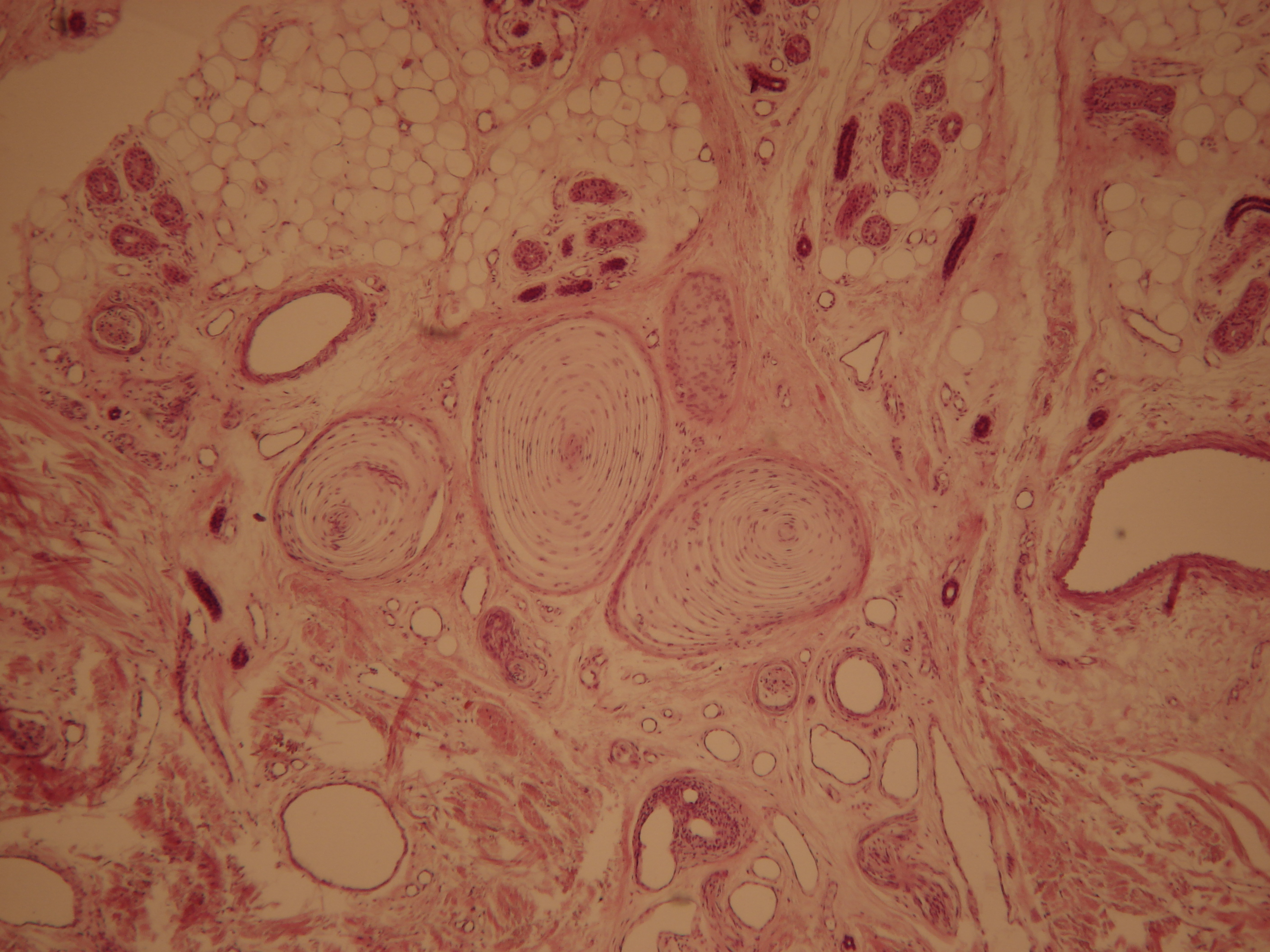
جسيم بوتشيني في صورة مجهرية ضوئية ×40۟؛ شريحة هيستولوجية من مدرسة غرب فيرجينيا للطب العظمى

جـُسـَيـْمات (فاتر) بوتشيني أو الجسيمات الصـُفـّاحية، التي اكتشفها التشريحيّ والأمراضي الإيطالي Filippo Pacini، هي واحدة من أربعة أنواع من المستقبلات الميكانيكية (بالإنج.Mechanoreceptor)، فهي أعصاب تنتهي بأطراف مـُكبسـَلة حتى الجلد، تحسّ الضغط والاهتزازات. تتموضع ج.بوتشيني في مساريق، خاصةً لوزة المعدة وغالباً قرب المفاصل.